# Acacia improcera
Acacia improcera är en ärtväxtart som beskrevs av Bruce R. Maslin. Acacia improcera ingår i släktet akacior, och familjen ärtväxter. Inga underarter finns listade i Catalogue of Life.